# Giulia Guarieiro
Giulia Guarieiro (São Paulo, 24 de julho de 1995) é uma jogadora de handebol brasileira.
Ela estudou Relações Públicas na Escola de Comunicações e Artes da Universidade de São Paulo.

## Biografia e carreira
Guarieiro é natural da cidade de São Paulo. Ela começou a jogar handebol por influência da irmã, atuou no Esporte Clube Pinheiros por 10 anos, desde as categorias de base até a idade adulta. Em 2013, Guarieiro foi convocada para Seleção Brasileira Júnior.
Ela defendeu o clube espanhol de San Sebastián BM Bera Bera na temporada de 2017 a 2018. Na temporada de 2018 a 2019, jogou pelo também espanhol Granollers.
Guarieiro integrou a Seleção Brasileira na competição feminino dos Jogos Olímpicos de 2020, realizados em Tóquio, no Japão. Ela também competiu no Campeonato Mundial de Handebol Feminino de 2021, realizado na Espanha, onde o Brasil foi eliminado nas quartas de final após perder para a Dinamarca.